# دلمطيق

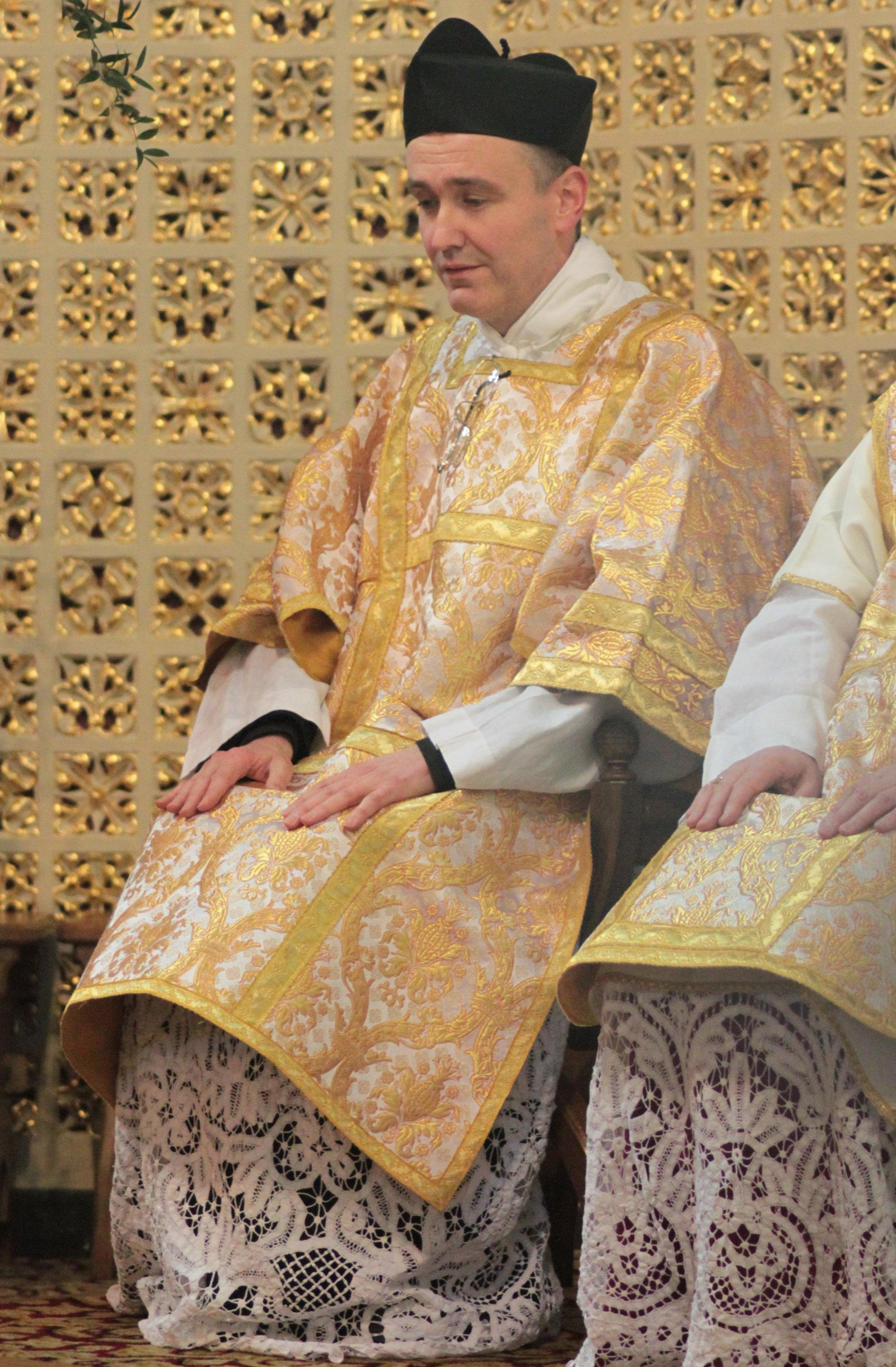
شماس كثليّ رومي يلبس الدلمطيق

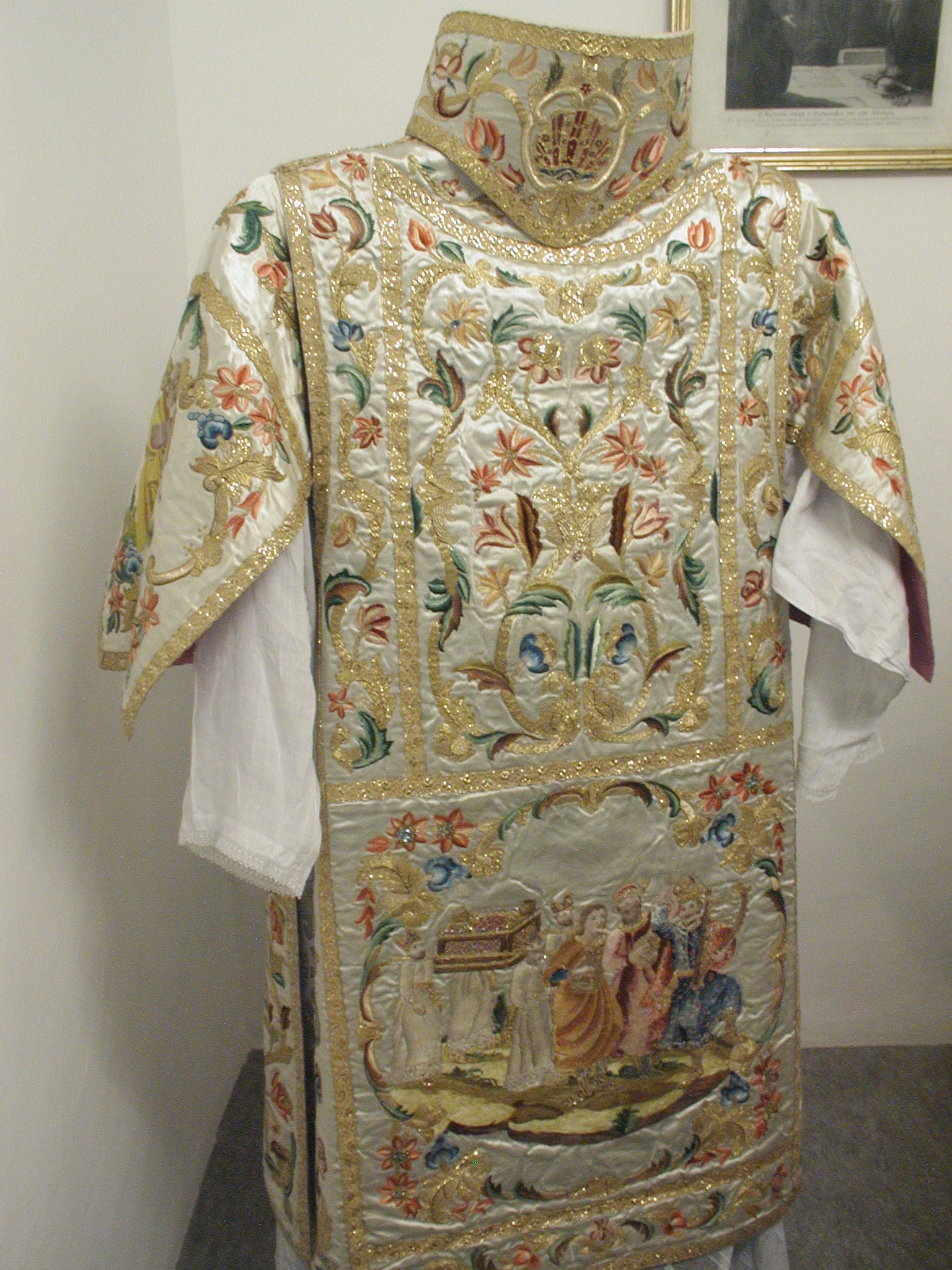
دلمطيق مطرز بشكل مزخرف

الدَّلْمَطيق هو غلالة طويلة ذات أكمام واسعة وهي بمكاننة صدرية طقوس في الكنيسة الرومية الكثلية واللوثرية والإنجليكية والميثودية المتحدة وبعض الكنائس الأخرى. هو اللباس المناسب للشماس في القداس أو القربان المقدس أو غيرها من الخدمات مثل المعمودية أو الزواج الذي يعقد في سياق خدمة إفخارستية. قد يرتديه الأساقفة أيضًا فوق الكتونة وأسفل بدلة القداس ، ثم يشار إليه باسم دلمطيق بابوي.

## الكنيسة الرومية

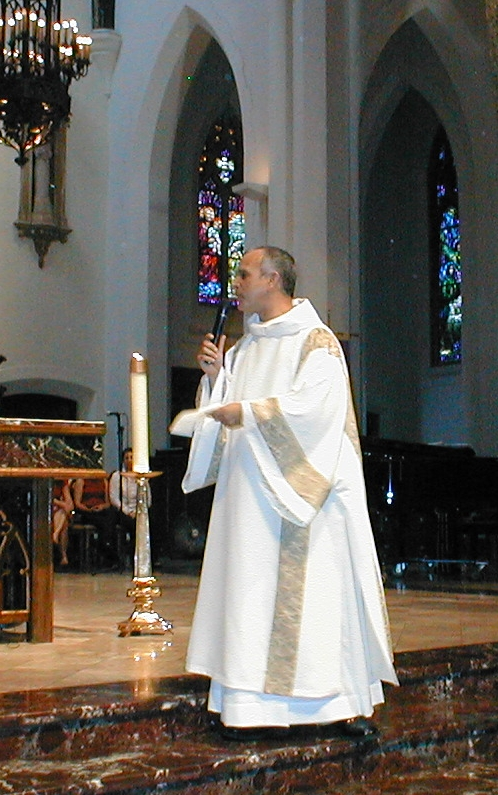
شماس رومي كثلي يرتدي دلمطيق
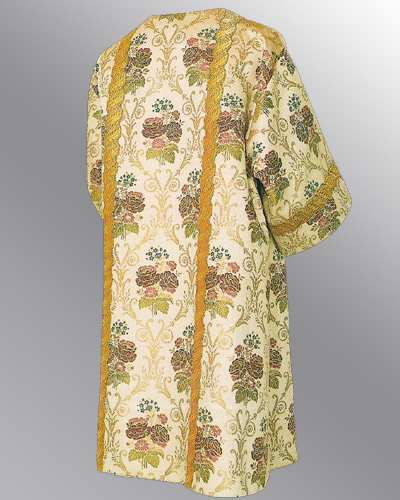
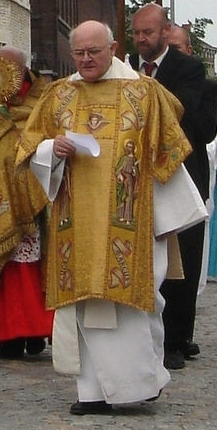
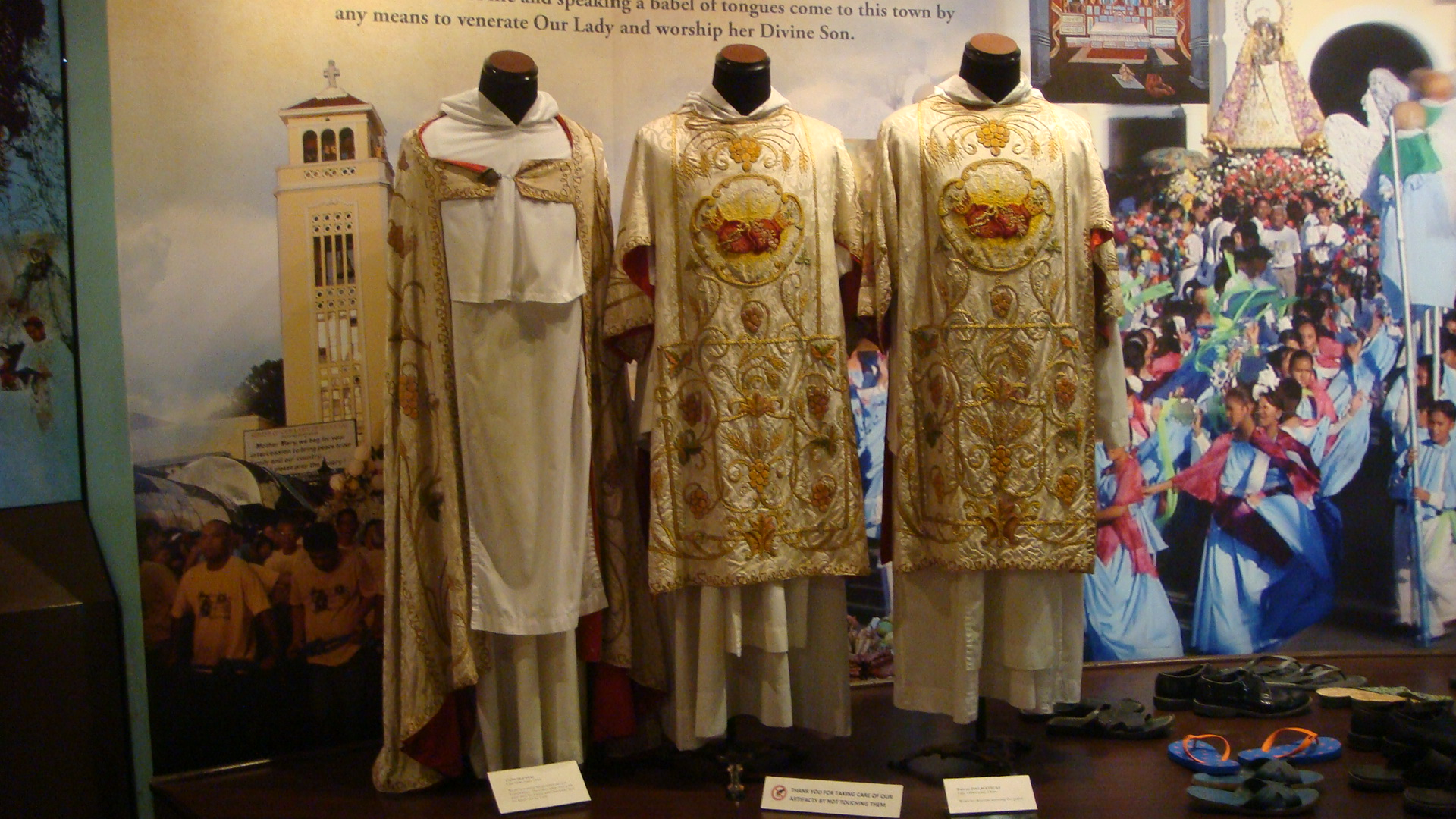

## التقاليد الشرقية

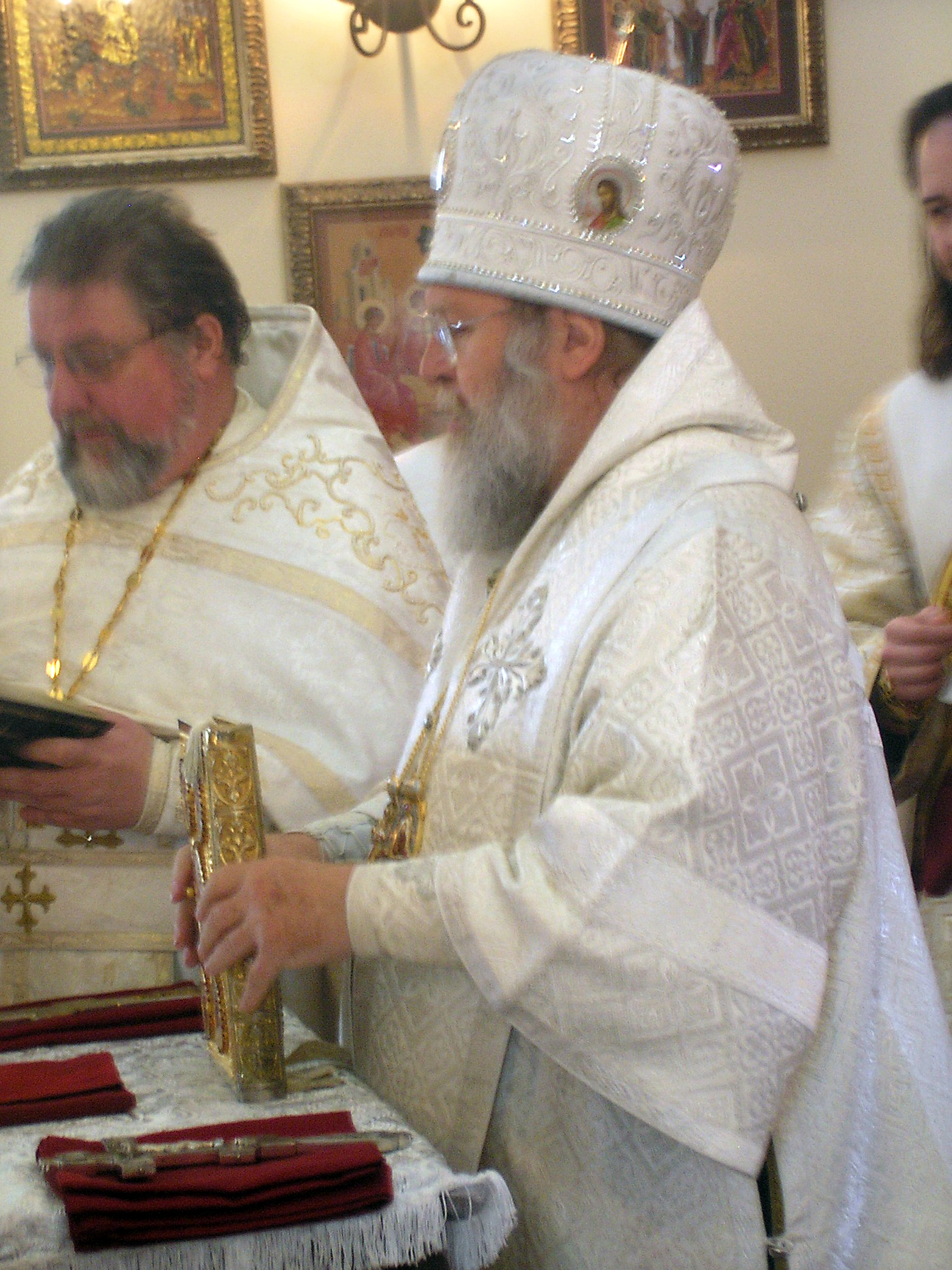
أسقف أرثُذكسي يرتدي الساكوس